# Grande-Bretagne aux Jeux olympiques de 1908
La Grande-Bretagne participe aux Jeux olympiques de 1908 à Londres du 27 avril au 31 octobre 1908. Il s'agit de sa 4e participation à des Jeux d'été et de la première fois que le pays accueille les Jeux.

## Bilan global
| Sport               | Médaille d'or, Jeux olympiques | Médaille d'argent, Jeux olympiques | Médaille de bronze, Jeux olympiques | Total |
| Athlétisme          | 7                              | 7                                  | 3                                   | 17    |
| Aviron              | 4                              | 3                                  | 1                                   | 8     |
| Boxe                | 5                              | 4                                  | 5                                   | 14    |
| Crosse              | 0                              | 1                                  | 0                                   | 1     |
| Cyclisme            | 5                              | 3                                  | 1                                   | 9     |
| Escrime             | 0                              | 1                                  | 0                                   | 1     |
| Football            | 1                              | 1                                  | 0                                   | 2     |
| Gymnastique         | 0                              | 1                                  | 0                                   | 1     |
| Hockey sur gazon    | 1                              | 0                                  | 2                                   | 3     |
| Jeu de paume        | 0                              | 1                                  | 1                                   | 2     |
| Jeu de raquettes    | 2                              | 2                                  | 3                                   | 7     |
| Lutte               | 3                              | 4                                  | 4                                   | 11    |
| Motonautisme        | 2                              | 0                                  | 0                                   | 2     |
| Natation            | 4                              | 2                                  | 1                                   | 7     |
| Patinage artistique | 1                              | 2                                  | 3                                   | 6     |
| Polo                | 1                              | 1                                  | 0                                   | 2     |
| Rugby à XV          | 0                              | 1                                  | 0                                   | 1     |
| Tennis              | 6                              | 5                                  | 4                                   | 15    |
| Tir                 | 6                              | 8                                  | 8                                   | 22    |
| Tir à l'arc         | 2                              | 2                                  | 1                                   | 5     |
| Tir à la corde      | 1                              | 1                                  | 1                                   | 3     |
| Voile               | 4                              | 1                                  | 1                                   | 6     |
| Water-polo          | 1                              | 0                                  | 0                                   | 1     |
|                     | 56                             | 51                                 | 39                                  | 146   |

## Liste des médaillés britanniques

### Médailles d'or
| Sport                                   | Discipline | Sportifs |
| Médailles d’or 56                       | |          |
| Athlétisme                              | |          |
| 400 m                                   | Wyndham Halswelle |          |
| 3 miles par équipes                     | William Coales Joseph Deakin Archie Robertson Harold A. Wilson Norman Hallows                                                                                                 |          |
| 5 miles                                 | Emil Voigt |          |
| 3 200 m steeple                         | Arthur Russell |          |
| 10 miles marche                         | George Larner |          |
| 3 500 m marche                          | George Larner |          |
| Triple saut                             | Tim Ahearne |          |
| Aviron                                  | |          |
| Un rameur - skiff                       | Henry Blackstaffe |          |
| Deux de pointe sans barreur             | John Fenning Gordon Thompson |          |
| Huit de pointe avec barreur             | Albert Gladstone Frederick Kelly Banner Johnstone Guy Nickalls Charles Burnell Ronald Sanderson Raymond Etherington-Smith Harry Bucknall Gilchrist Stanley Maclagan           |          |
| Quatre de pointe sans barreur           | Robert Cudmore James Gillan Duncan McKinnon John Somers-Smith |          |
| Boxe                                    | |          |
| Poids coqs (-52,2 kg)                   | Henry Thomas |          |
| Poids plumes (-56,7 kg)                 | Richard Gunn |          |
| Poids légers (-61,2 kg)                 | Frederick Grace |          |
| Poids moyens (-71,7 kg)                 | Johnny Douglas |          |
| Poids lourds (+71,7 kg)                 | Albert Oldman |          |
| Cyclisme                                | |          |
| 660 yards                               | Victor Johnson |          |
| 5 kilomètres                            | Benjamin Jones |          |
| 20 kilomètres                           | Clarence Kingsbury |          |
| 100 kilomètres                          | Charles Bartlett |          |
| Poursuite par équipes                   | Benjamin Jones Clarence Kingsbury Leonard Meredith Ernest Payne |          |
| Football                                | |          |
| Équipe                                  | Alfred Davis Horace Bailey Arthur Berry Frederick Chapman Walter Corbett Harold Hardman Robert Hawkes Kenneth Hunt Herbert Smith Harold Stapley Clyde Purnell Vivian Woodward |          |
| Hockey sur gazon                        | |          |
| Équipe                                  | Louis Baillon Harry S. Freeman Eric Green Gerald Logan Alan Noble Edgar Page Reginald Pridmore Percy Rees John Robinson Stanley Shoveller Harvey Wood                         |          |
| jeu de raquettes                        | |          |
| Rackets simple hommes                   | Evan Noel |          |
| Rackets double hommes                   | John Jacob Astor Vane Pennell |          |
| Lutte                                   | |          |
| Lutte libre poids légers                | George de Relwyskow |          |
| Lutte libre poids moyens                | Stanley Bacon |          |
| Lutte libre poids lourds                | George Con O'Kelly |          |
| Tir à la corde                          | |          |
| Équipe                                  | City of London Police Edward Barrett John Duke Frederick Goodfellow Frederick Humphreys William Hirons Albert Ireton Frederick Merriman Edwin Mills John James Shepherd       |          |
| Mautonautisme                           | |          |
| Classe B - moins de 60 pieds            | Gyrinus |          |
| Classe C - 6,5-8 m                      | Gyrinus |          |
| Patinage artistique                     | |          |
| Épreuve individuelle dames              | Madge Syers |          |
| Polo                                    | |          |
| Équipe                                  | Roehampton Charles Darley Miller George Arthur Miller Patteson Nickalls Herbert Haydon Wilson                                                                                 |          |
| Natation                                | |          |
| 400 mètres nage libre                   | Henry Taylor |          |
| 1 500 mètres nage libre                 | Henry Taylor |          |
| 200 mètres nage libre                   | Frederick Holman |          |
| 4 x 200 m nage libre                    | John Derbyshire Paul Radmilovic William Foster Henry Taylor |          |
| Water polo                              | |          |
| Équipe                                  | George Cornet Charles Forsyth George Nevinson Paul Radmilovic Charles Sydney Smith Thomas Thould George Wilkinson                                                             |          |
| Tennis                                  | |          |
| Simple dames outdoor                    | Dorothea Chambers |          |
| Simple messieurs outdoor                | Josiah Ritchie |          |
| Double messieurs outdoor                | George Whiteside Reginald Doherty |          |
| Simple dames indoor                     | Gwendoline Eastlake-Smith |          |
| Simple messieurs indoor                 | Arthur Gore |          |
| Double messieurs indoor                 | Herbert Roper Barrett Arthur Gore |          |
| Tir                                     | |          |
| 25y petite carabine, cible mobile       | John Francis Fleming |          |
| 25y petite carabine, cible mouvante     | William Kensett Styles |          |
| 50m rifle couché (60 coups)             | Arthur Ashton Carnell |          |
| 1000y rifle libre, couché               | Joshua Millner |          |
| 50+100y petite carabine par équipes     | Edward John Amoore Harry Robinson Humby Michael K. Matthews William Edwin Pimm                                                                                                |          |
| Tir aux pigeons d'argile par équipes    | Alexander Maunder James F. Pike Charles Palmer John M. Postans Frank W. Moore Peter Easte                                                                                     |          |
| Tir à l’arc                             | |          |
| Double York round (100 - 80 - 60 yards) | William Dod |          |
| Double National round (60 & 50 yards)   | Queenie Newall |          |
| Voile                                   | |          |
| 6 mètres JI                             | Dormy Gilbert Laws Thomas McMeekin Charles Crichton\| |          |
| 7 mètres JI                             | Heroine Charles Rivett-Carnac Richard Dixon Norman Bingley Frances Rivett-Carnac                                                                                              |          |
| 8 mètres JI                             | Cobweb Blair Cochrane Arthur Wood Henry Sutton John Rhodes Charles Campbell                                                                                                   |          |
| 12 mètres JI                            | Hera Thomas Glen-Coats Arthur Downes John Downes John Buchanan David Dunlop John Mackenzie Gerald Tait James Bunten Albert Martin John Aspin                                  |          |

### Médailles d'argent
| Sport                                            | Discipline | Sportifs |
| Médailles d’argent 51                            | |          |
| Athlétisme                                       | |          |
| 1 500 m                                          | Harold A. Wilson |          |
| 5 miles                                          | Edward Owen |          |
| 3 200 m steeple                                  | Archie Robertson |          |
| 3 500 m marche                                   | Ernest Webb |          |
| 10 miles marche                                  | Ernest Webb |          |
| Saut en hauteur                                  | Con Leahy |          |
| Lancer du poids                                  | Denis Horgan |          |
| Aviron                                           | |          |
| Un rameur - skiff                                | Alexander McCulloch |          |
| Deux de pointe sans barreur                      | George Fairbairn Philip Verdon ? |          |
| Quatre de pointe sans barreur                    | Philip Rowland Filleul Harold Barker John Fenning Gordon Thompson ? |          |
| Boxe                                             | |          |
| Poids coqs (-52,2 kg)                            | John Condom |          |
| Poids plumes (-56,7 kg)                          | Charles Morris |          |
| Poids légers (-61,2 kg)                          | Frederick Spiller |          |
| Poids lourds (+71,7 kg)                          | Sydney Evans |          |
| Cyclisme                                         | |          |
| 20 kilomètres                                    | Benjamin Jones |          |
| 100 kilomètres                                   | Charles Denny |          |
| Tandem                                           | Frederick Hamlin Horace Johnson |          |
| Crosse                                           | |          |
| Équipe                                           | Gustav Alexander J. Alexander L. Blockey George Buckland Eric Dutton V. G. Gilbey S. N. Hayes F. S. Johnson Wilfrid Johnson Edward Jones Reginald Martin Gerald Mason G. J. Mason Johnson Parker-Smith                       |          |
| Football                                         | |          |
| Équipe                                           | Alfred Davis Horace Bailey Arthur Berry Frederick Chapman Walter Corbett Harold Hardman Robert Hawkes Kenneth Hunt Herbert Smith Harold Stapley Clyde Purnell Vivian Woodward                                                |          |
| Escrime                                          | |          |
| Epée par équipes                                 | Edgar Amphlett Leaf Daniell Cecil Haig Martin Holt Robert Montgomerie Edgar Seligman |          |
| Gymnastique                                      | |          |
| Concours général individuel                      | Walter Tysall |          |
| Jeu de paume                                     | |          |
| Epreuve individuelle hommes                      | Eustace Miles |          |
| Jeu de raquettes                                 | |          |
| Rackets simple hommes                            | Henry Leaf |          |
| Rackets double hommes                            | Cecil Browning Edward Bury |          |
| Lutte                                            | |          |
| Lutte libre Poids coqs                           | William Press |          |
| Lutte libre poids moyens                         | Stanley Bacon |          |
| Lutte libre poids plume                          | John Slim |          |
| Lutte libre poids légers                         | William Wood |          |
| Natation                                         | |          |
| 1 500 mètres nage libre                          | Thomas Battersby |          |
| 200 m brasse                                     | William Robinson |          |
| Tir à la corde                                   | |          |
| Equipe                                           | Liverpool Police James Clarke Thomas Butler C. Foden William Greggan Alexander Kidd Daniel Lowey Patrick Philbin George Smith Thomas Swindlehurst                                                                            |          |
| Patinage artistique                              | |          |
| Couples                                          | Phyllis Johnson James H. Johnson |          |
| Figures spéciales                                | Arthur Cumming |          |
| Polo                                             | |          |
| Équipe                                           | Hurlingham et Irlande Walter Buckmaster Frederick Freake Walter Jones John Wodehouse John Hardress Lloyd John Paul McCann Percy O'Reilly Auston Rotherham                                                                    |          |
| Rugby                                            | |          |
| Équipe                                           | Royaume-Uni Edward Jackett J. C. Solomon Bertram Solomon L. F. Dean J. T. Jose Thomas Wedge James Davey Richard Jackett E. J. Jones Arthur Wilson (en) Nicholaos Tregurtha A. Lawrey C. R. Marshall A. Wilcocks J. Trevaskis |          |
| Tennis                                           | |          |
| Simple dames courts couverts                     | Alice Greene |          |
| Simple messieurs courts couverts                 | George Caridia |          |
| Double messieurs courts couverts                 | Herbert Barrett Herbert Roper-Barrett |          |
| Simple dames en extérieur                        | Dora Boothby |          |
| Double messieurs en extérieur                    | Josiah Ritchie James Cecil Parke |          |
| Tir                                              | |          |
| 25y petite carabine, cible mobile                | Michael K. Matthews |          |
| 25y petite carabine, cible mouvante              | Harold I. Hawkins |          |
| 50m rifle couché (60 coups)                      | Harry Robinson Humby |          |
| 100m tir au cerf courant coup simple             | Ted Ranken |          |
| 100m tir au cerf courant coup double             | Ted Ranken |          |
| 100m tir au cerf courant coup simple par équipes | Walter Ellicott William R. Lane-Joynt Charles George Ashburn Nix Ted Ranken |          |
| 100m tir au cerf courant coup simple par équipes | Walter Ellicott William R. Lane-Joynt Charles George Ashburn Nix Ted Ranken |          |
| Rifle par équipe                                 | Harcourt Ommundsen Fleetwood Ernest Varley Arthur George Fulton Philip Wigham Richardson William G. Padgett John E. Martin                                                                                                   |          |
| Tir à l’arc                                      | |          |
| Double York round (100 - 80 - 60 yards)          | Reginald Brooks-King |          |
| Double National round (60 & 50 yards)            | Lottie Dod |          |
| Voile                                            | |          |
| 12 mètres JI                                     | Mouchette Charles MacIver Cecil R. MacIver James Baxter William Davidson John Spence Thomas Littledale John Jellico C. McLeod Robertson James Kenion J.A. Gardiner                                                           |          |

### Médailles de bronze
| Sport                                  | Discipline | Sportifs |
| Médailles de bronze 39                 | |          |
| Athlétisme                             | |          |
| 1 500 m                                | Norman Hallows |          |
| 110 m haies                            | Leonard Tremeer |          |
| 10 miles marche                        | Edward Spencer |          |
| Aviron                                 | |          |
| Huit de pointe avec barreur            | John Burn Oswald Carver Henry Goldsmith Frank Jerwood Harold Kitching Eric Powell Douglas Stuart Edward Williams                                                                         |          |
| Boxe                                   | |          |
| Poids coqs (-52,2 kg)                  | William Webb |          |
| Poids plumes (-56,7 kg)                | Hugh Roddin |          |
| Poids légers (-61,2 kg)                | Harry Johnson |          |
| Poids moyens (-71,7 kg)                | William Philo |          |
| Poids lourds (+71,7 kg)                | Frederick Parks |          |
| Cyclisme                               | |          |
| Tandem                                 | Colin Brooks Walter Isaacs |          |
| Hockey sur gazon                       | |          |
| Équipe                                 | Écosse Alexander Burt John Burt Alastair Denniston Charles Howard Foulkes Hew Fraser James Harper-Orr Ivan Laing Hugh Neilson William Orchardson Norman Stevenson Hugh Walker            |          |
| Équipe                                 | Pays de Galles Frank Connah Llewellyn Evans Arthur Law Richard Lyne Wilfred Pallott Frederick Phillips Edward Richards Charles Shephard Bertrand Turnbull Philip Turnbull James Williams |          |
| Jeu de paume                           | |          |
| Individuel hommes                      | Neville Bulwer-Lytton |          |
| jeu de raquettes                       | |          |
| Rackets simple hommes                  | Henry Brougham |          |
| Rackets simples hommes                 | John Jacob Astor |          |
| Rackets doubles hommes                 | Henry Leaf Evan Noel |          |
| Lutte                                  | |          |
| Lutte libre poids plume                | William McKie |          |
| Lutte libre poids légers               | Arthur Gingell |          |
| Lutte libre poids moyens               | Frederick Beck |          |
| Lutte libre poids lourds               | Edward Barrett |          |
| Tir à la corde                         | |          |
| Équipe                                 | Metropolitan Police Walter Chaffe Joseph Dowler Ernest Ebbage Thomas Homewood Alexander Munro William Slade Walter Tammas T. J. Williams James Woodget                                   |          |
| Natation                               | |          |
| 100 mètres nage libre                  | Herbert Haresnape |          |
| Patinage artistique                    | |          |
| Dames                                  | Dorothy Greenhough-Smith |          |
| Couples                                | Madge Syers Edgar Syers |          |
| Figures spéciales                      | Geoffrey Hall-Say |          |
| Tennis                                 | |          |
| Simple dames courts extérieurs         | Joan Ruth Winch |          |
| Simple messieurs courts extérieurs     | Wilberforce Eaves |          |
| Double messieurs courts extérieurs     | Clement Cazalet Charles Dixon |          |
| Simple messieurs courts couverts       | Josiah Ritchie |          |
| Tir                                    | |          |
| 25y petite carabine, cible mobile      | William B. Marsden |          |
| 25y petite carabine, cible mouvante    | Edward John Amoore |          |
| 50m rifle couché (60 coups)            | George Barnes |          |
| Fosse olympique (125 cibles)           | Alexander Maunder |          |
| 50y pistolet d'ordonnance, par équipes | Henry George Lynch-Staunton Jesse Alfred Wallingford Geoffrey Horsman Coles Walter Ellicott                                                                                              |          |
| 100 m tir au cerf courant simple       | Alexander Elliott Rogers |          |
| 1000y rifle libre, couché              | Maurice Blood |          |
| Tir aux pigeons d'argile par équipes   | George Whitaker Gerald H. Skinner John Hurst Butt William B. Morris Harold P. Creasey Richard Hutton                                                                                     |          |
| Tir à l’arc                            | |          |
| Double National round (60 & 50 yards)  | Beatrice Hill-Lowe |          |
| Voile                                  | |          |
| 8 mètres JI                            | Sorais Philip Hunloke Alfred Hughes Frederick Hughes George Ratsey William Ward |          |